# Aksjomat Pascha

Aksjomat Pascha – aksjomat płaszczyzny euklidesowej niedający się wyprowadzić z pięciu aksjomatów Euklidesa:
Dane są na płaszczyźnie prosta {\displaystyle l} i punkty {\displaystyle P} i {\displaystyle Q} spoza {\displaystyle l} takie, że odcinek {\displaystyle PQ} przecina {\displaystyle l.} Jeśli {\displaystyle R} jest kolejnym punktem poza {\displaystyle l,} to dokładnie jeden z odcinków {\displaystyle RP} lub {\displaystyle RQ} przecina {\displaystyle l\,{}}.
Inna postać aksjomatu:
Prosta na płaszczyźnie, która nie przechodzi przez żaden z wierzchołków trójkąta i przecina jeden jego bok, przecina jeszcze drugi.
Aksjomat Pascha pozwala zdefiniować pojęcie półpłaszczyzny. W tym celu wprowadza się pojęcie leżenia dwóch punktów po jednej stronie prostej:
Punkty {\displaystyle P,Q} leżą po jednej stronie prostej {\displaystyle l,} jeśli odcinek {\displaystyle PQ} jest rozłączny z prostą {\displaystyle l}.
Tak zdefiniowana relacja jest relacją równoważności, której zwrotność i symetria są trywialne, zaś przechodniość tej relacji jest kontrapozycją aksjomatu Pascha.
Dowodzi się, że dla relacji leżenia po jednej stronie prostej istnieją dokładnie dwie klasy abstrakcji. Każdą z nich nazywa się półpłaszczyzną wyznaczoną przez daną prostą. Oczywiście z definicji, każda z tych półpłaszczyzn jest zbiorem wypukłym.
Aksjomat Pascha został sformułowany przez XIX-wiecznego matematyka Moritza Pascha w Vorlesungen übr neuere Geometrie, Lepizig 1882. David Hilbert w swojej aksjomatyce zalicza go do tzw. aksjomatów porządku.